# كوري سيمون
كوري سيمون (بالإنجليزية: Corey Simon)‏ هو لاعب كرة قدم أمريكية أمريكي، ولد في 2 مارس 1977 في بوينتون في الولايات المتحدة.

## وصلات خارجية
- كوري سيمون على موقع مرجع كرة القدم المحترفة.كوم (الإنجليزية)